# Kateřina Dostálová
Kateřina Dostálová (* 20. března 1964 Přerov) je česká politička, členka Občanské demokratické strany, na přelomu 20. a 21. století poslankyně Poslanecké sněmovny.

## Biografie
V roce 1982 absolvovala Slovanské gymnázium v Olomouci. Měla zájem o výtvarné umění, ale kvůli faktu, že její starší sestra emigrovala z Československa, nemohla studovat příslušnou vysokou školu. Absolvovala pak nástavbu na SZŠ (obor radiologie) a po dobu jednoho roku byla zaměstnaná v OÚNZ v Olomouci. Po mateřské dovolené pracovala v letech 1988-1991 jako modelka pro podniky OP Prostějov a ÚBOK Praha. Zaštiťovala ji agentura Czechoslovak Models. V roce 1992 si otevřela v Olomouci galerii Ateliér. Je vdaná. S manželem Jiřím mají syny Jakuba a Krištofa. V roce 1998 byla uváděna jako galeristka, bytem Olomouc.
Do politiky vstoupila až po takzvaném sarajevském atentátu počátkem roku 1998. Ve volbách v roce 1998 byla zvolena do poslanecké sněmovny za ODS (volební obvod Severomoravský kraj). Obhájila mandát ve volbách v roce 2002 a ve sněmovně setrvala do voleb v roce 2006. Byla členkou sněmovního výboru pro vědu, vzdělání, kulturu, mládež a tělovýchovu a výboru petičního (v letech 2002-2006 jeho místopředsedkyní). Zaměřovala se na mediální tematiku.
Počátkem roku 2007 byla uváděna jako poradkyně premiéra Mirka Topolánka. V médiích se tehdy objevily informace, že její nátlak v personálních otázkách obsazení rezortu kultury vedl ministryni Helenu Třeštíkovou k rezignaci. K říjnu 2012 je uváděna jako poradkyně premiéra Petra Nečase pro oblast interpelací.